# جرمین سوپوزنو
جرمین سوپوزنو (انگلیسی: Jermaine Seoposenwe؛ زادهٔ ۱۲ اکتبر ۱۹۹۳) بازیکن فوتبال اهل آفریقای جنوبی است.
وی همچنین در تیم ملی فوتبال زنان آفریقای جنوبی بازی کرده‌است.